# Recto i verso

Posició del recto i el verso en cada cara d'un full de paper.

 Recto i verso són termes utilitzats per als textos de dues cares: el  recto  és el costat frontal, mentre que el  verso és el costat posterior d'un full de paper. Els termes són importants en els camps de la codicologia, paleografia, diplomàtica i filologia, on cada full d'un manuscrit està numerat i cada costat és denominat recto i verso.
Amb la invenció de la impremta, els termes van ser traspassats, de tal manera que són utilitzats en els processos d'enquadernació, impressió i edició de llibres i poden ser aplicats a qualsevol camp on hi hagi documents físics. Així, els termes recto i verso són la norma dels llibres impresos i van significar un important avantatge de la impremta sobre el mètode asiàtic més antic d'impressió xilogràfica, amb el qual només es podia imprimir per un costat d'una peça de paper.
La distinció entre recto i verso pot ser convenient en l'anotació de llibres acadèmics, en particular en les edicions bilingües. Així mateix, les edicions crítiques dels manuscrits solen marcar la posició del text en el manuscrit original, en la forma '42r. ' o '673v º '. Per convenció editorial, la primera pàgina d'un llibre i, algunes vegades, la primera pàgina de cada secció i capítol és una pàgina recto. Per això, totes les pàgines recto tindran nombres imparells i totes les pàgines verso tindran nombres parells.